# Gran Premio del Belgio 1973
Il Gran Premio del Belgio 1973, XXXI Grote Prijs van Belgie, valido quale Gran Premio d'Europa e quinta gara del campionato di Formula 1 del 1973, si è disputato il 20 maggio sul circuito di Zolder ed è stato vinto da Jackie Stewart su Tyrrell-Ford Cosworth.

## Qualifiche
| Pos | No | Pilota               | Costruttore       | Squadra                        | Tempo   | Gap   |
| --- | -- | -------------------- | ----------------- | ------------------------------ | ------- | ----- |
| 1   | 2  | Ronnie Peterson      | Lotus-Ford        | John Player Team Lotus         | 1:22.46 |       |
| 2   | 7  | Denny Hulme          | McLaren-Ford      | Yardley Team McLaren           | 1:23.00 | +0.54 |
| 3   | 3  | Jacky Ickx           | Ferrari           | Scuderia Ferrari SpA SEFAC     | 1:23.10 | +0.64 |
| 4   | 6  | François Cevert      | Tyrrell-Ford      | Elf Team Tyrrell               | 1:23.22 | +0.76 |
| 5   | 20 | Jean-Pierre Beltoise | BRM               | Marlboro BRM                   | 1:23.25 | +0.79 |
| 6   | 5  | Jackie Stewart       | Tyrrell-Ford      | Elf Team Tyrrell               | 1:23.28 | +0.82 |
| 7   | 10 | Carlos Reutemann     | Brabham-Ford      | Motor Racing Developments Ltd  | 1:23.34 | +0.88 |
| 8   | 24 | Carlos Pace          | Surtees-Ford      | Brooke Bond Oxo Team Surtees   | 1:23.34 | +0.88 |
| 9   | 1  | Emerson Fittipaldi   | Lotus-Ford        | John Player Team Lotus         | 1:23.44 | +0.98 |
| 10  | 8  | Peter Revson         | McLaren-Ford      | Yardley Team McLaren           | 1:23.52 | +1.06 |
| 11  | 16 | George Follmer       | Shadow-Ford       | UOP Shadow Racing Team         | 1:23.86 | +1.40 |
| 12  | 19 | Clay Regazzoni       | BRM               | Marlboro BRM                   | 1:23.91 | +1.45 |
| 13  | 23 | Mike Hailwood        | Surtees-Ford      | Brooke Bond Oxo Team Surtees   | 1:23.96 | +1.50 |
| 14  | 21 | Niki Lauda           | BRM               | Marlboro BRM                   | 1:24.51 | +2.05 |
| 15  | 22 | Chris Amon           | Tecno             | Martini Racing                 | 1:24.79 | +2.33 |
| 16  | 14 | Jean-Pierre Jarier   | March-Ford        | STP March Racing Team          | 1:24.83 | +2.37 |
| 17  | 26 | Nanni Galli          | Iso Marlboro-Ford | Frank Williams Racing Cars     | 1:24.89 | +2.43 |
| 18  | 9  | Andrea De Adamich    | Brabham-Ford      | Ceramica Pagnossin Team MRD    | 1:25.28 | +2.82 |
| 19  | 11 | Wilson Fittipaldi    | Brabham-Ford      | Motor Racing Developments Ltd  | 1:25.57 | +3.11 |
| 20  | 15 | Mike Beuttler        | March-Ford        | Clarke-Mordaunt-Guthrie Racing | 1:25.77 | +3.31 |
| 21  | 25 | Howden Ganley        | Iso Marlboro-Ford | Frank Williams Racing Cars     | 1:26.68 | +4.22 |
| 22  | 17 | Jackie Oliver        | Shadow-Ford       | UOP Shadow Racing Team         | 1:28.12 | +5.66 |
| 23  | 12 | Graham Hill          | Shadow-Ford       | Embassy Racing                 | 1:30.45 | +7.99 |

## Gara
Allo spegnimento dei semafori, di fronte a soli 20.000 spettatori, Peterson mantenne la posizione, mentre Cévert scavalcò Hulme e Ickx, agguantando il pilota svedese e superandolo dopo qualche chilometro. La leadership passò quindi al francese della Tyrrell, mentre al sesto giro arrivò il ritiro dell’idolo locale, per un problema alla pompa dell’olio. Al terzo posto salì Reutemann, ma la gara dell’argentino durò solo 14 giri, lasciando così il podio virtuale a Fittipaldi. Tutto cambiò intorno al 20º passaggio: prima Fittipaldi e poi Stewart superarono Peterson mentre Cévert dovette lasciare la testa della gara dopo un testacoda, che relegò il francese all’ottavo posto.
La leadership di Fittipaldi non durò molto: infatti dopo cinque giri fu Stewart a infilare il brasiliano. Dietro, un infuriato Cévert iniziò una spettacolare rimonta portandosi terzo posto al 34º passaggio. Intanto Fittipaldi iniziò a soffrire problemi di pressione del carburante cedendo. al 48º giro, il secondo posto al francese e regalando alla Tyrrell una splendida doppietta, mentre il brasiliano si dovette accontentare del gradino più basso del podio. Punti anche per Andrea De Adamich con la Brabham, davanti a Niki Lauda su BRM e Chris Amon con la Tecno.
| Pos | No | Pilota               | Costruttore       | Giri | Tempo/Ritiro     | Pos. Griglia | Punti |
| --- | -- | -------------------- | ----------------- | ---- | ---------------- | ------------ | ----- |
| 1   | 5  | Jackie Stewart       | Tyrrell-Ford      | 70   | 1:42:13.4        | 6            | 9     |
| 2   | 6  | François Cevert      | Tyrrell-Ford      | 70   | + 31.84          | 4            | 6     |
| 3   | 1  | Emerson Fittipaldi   | Lotus-Ford        | 70   | + 2:02.79        | 9            | 4     |
| 4   | 9  | Andrea De Adamich    | Brabham-Ford      | 69   | + 1 Giro         | 18           | 3     |
| 5   | 21 | Niki Lauda           | BRM               | 69   | + 1 Giro         | 14           | 2     |
| 6   | 22 | Chris Amon           | Tecno             | 67   | + 3 Giri         | 15           | 1     |
| 7   | 7  | Denny Hulme          | McLaren-Ford      | 67   | +3 Giri          | 2            |       |
| 8   | 24 | Carlos Pace          | Surtees-Ford      | 66   | +4 Giri          | 8            |       |
| 9   | 12 | Graham Hill          | Shadow-Ford       | 65   | +5 Giri          | 23           |       |
| 10  | 19 | Clay Regazzoni       | BRM               | 63   | Incidente        | 12           |       |
| 11  | 15 | Mike Beuttler        | March-Ford        | 63   | Incidente        | 20           |       |
| Ret | 14 | Jean-Pierre Jarier   | March-Ford        | 60   | Incidente        | 16           |       |
| Ret | 20 | Jean-Pierre Beltoise | BRM               | 56   | Non Classificato | 5            |       |
| Ret | 11 | Wilson Fittipaldi    | Brabham-Ford      | 46   | Motore           | 19           |       |
| Ret | 2  | Ronnie Peterson      | Lotus-Ford        | 42   | Incidente        | 1            |       |
| Ret | 8  | Peter Revson         | McLaren-Ford      | 33   | Incidente        | 10           |       |
| Ret | 25 | Howden Ganley        | Iso Marlboro-Ford | 16   | Incidente        | 21           |       |
| Ret | 10 | Carlos Reutemann     | Brabham-Ford      | 14   | Motore           | 7            |       |
| Ret | 16 | George Follmer       | Shadow-Ford       | 13   | Acceleratore     | 11           |       |
| Ret | 17 | Jackie Oliver        | Shadow-Ford       | 11   | Incidente        | 22           |       |
| Ret | 3  | Jacky Ickx           | Ferrari           | 6    | Pompa dell'olio  | 3            |       |
| Ret | 26 | Nanni Galli          | Iso Marlboro-Ford | 6    | Motore           | 17           |       |
| Ret | 23 | Mike Hailwood        | Surtees-Ford      | 4    | Incidente        | 13           |       |

## Statistiche
Piloti
- 24ª vittoria per Jackie Stewart
- 2º e ultimo giro più veloce per François Cevert

Costruttori
- 13° vittoria per la Tyrrell

Motori
- 56° vittoria per il motore Ford Cosworth
- 50ª pole position per il motore Ford Cosworth

Giri al comando
- Ronnie Peterson (1)
- François Cevert (2-19)
- Emerson Fittipaldi (20-24)
- Jackie Stewart (25-70)

## Classifiche

### Piloti
| Pos. | Pilota               | Punti |
| ---- | -------------------- | ----- |
| 1    | Emerson Fittipaldi   | 35    |
| 2    | Jackie Stewart       | 28    |
| 3    | François Cevert      | 18    |
| 4    | Peter Revson         | 9     |
| 5    | Denny Hulme          | 9     |
| 6    | Arturo Merzario      | 6     |
| 7    | George Follmer       | 5     |
| 8    | Jacky Ickx           | 5     |
| 9    | Andrea De Adamich    | 3     |
| 10   | Jean-Pierre Beltoise | 2     |
| 11   | Niki Lauda           | 2     |
| 12   | Wilson Fittipaldi    | 1     |
| 13   | Clay Regazzoni       | 1     |
| 14   | Chris Amon           | 1     |

### Costruttori
| Pos. | Team         | Punti |
| ---- | ------------ | ----- |
| 1    | Tyrrell-Ford | 36    |
| 2    | Lotus-Ford   | 35    |
| 3    | McLaren-Ford | 15    |
| 4    | Ferrari      | 9     |
| 5    | Shadow-Ford  | 5     |
| 6    | BRM          | 5     |
| 7    | Brabham-Ford | 4     |
| 8    | Tecno        | 1     |